# 张子石
张子石（1916年—2017年），原名张玉珉，出生在康生（原名张宗珂）的家乡山东胶县，是康生在17岁时与同县地主之女陈宜婚后所生的长子。

## 生平
张子石毕业于山东大学化学系。1949年后历任青岛第三中学副校长兼教导主任、青岛第二中学校长、青岛市教育局长、山东省革委会常委。1975年7月调任杭州，兼任浙江省革委会副主任、省委常委，杭州市长、市委第一书记。
随着中共中央对康生评价的转变。1979年2月，张子石被撤职，后来被开除党籍。最终他回到了山东青岛隐居。